# Cliffortia fasciculata
Cliffortia fasciculata är en rosväxtart som beskrevs av August Henning Weimarck. Cliffortia fasciculata ingår i släktet Cliffortia och familjen rosväxter. Inga underarter finns listade i Catalogue of Life.